# Castillo de Alanya
El castillo de Alanya (en turco: Alanya Kalesi) es un castillo medieval en la ciudad meridional turca de Alanya.
La mayor parte del castillo fue construido en el siglo XIII bajo el selyúcida sultanato de Rum tras la conquista de la ciudad en 1220 por Alaeddin Keykubad I como parte de una campaña de construcción que incluía el Kizil Kule.
El castillo fue construido sobre los restos de la época bizantina anterior y fortificaciones romanas antiguas. Después de que el área fuese pacificada bajo el Imperio otomano, el castillo dejó de ser puramente defensivo, y numerosas villas fueron construidas en el interior de las paredes durante el siglo XIX. Hoy en día el edificio es un museo al aire libre.